# 杜尔门沁达斡尔族乡
杜尔门沁达斡尔族乡是中国黑龙江省齐齐哈尔市富拉尔基区下辖的一个民族乡。

## 行政区划
杜尔门沁达斡尔族乡下辖以下地区：
杜尔门沁村、罕伯岱村和洪河村。